# La casa del Sole - House of the Sun
La casa del Sole - House of the Sun (たいようのいえ?, Taiyō no ie) è un manga scritto e disegnato da Ken Saitō, pubblicato dalla Kōdansha su Dessert dal 24 aprile 2010 al 23 maggio 2015; l'edizione italiana è stata annunciata dalla RW Edizioni, mediante la propria etichetta Goen che la pubblica a partire dal 24 febbraio 2023.

## Trama
La giovane Mao Motomiya reincontra un suo amico d'infanzia, Hiro Nakamura, e scopre che entrambi vivono una situazione molto triste e dolorosa: si sentono infatti completamente "soli" e abbandonati dal mondo. Hiro infatti è orfano e ha litigato con i suoi fratelli, mentre Mao ormai ritiene di non avere più una famiglia, dato che sua madre non si è più occupata di lei e suo padre ha preferito risposarsi. Seppur con qualche incertezza, Mao decide di accettare la singolare proposta di Hiro di trasferirsi da lui: nella loro esistenza grigia iniziano così a tornare alcuni raggi di luce.

## Manga

### Volumi
| 1  | 13 settembre 2010 | ISBN 978-4-06-365622-0 | 24 febbraio 2023 | ISBN 978-88-9284-688-3 |
| 1  | Capitoli - 1. La ragazza e il ragazzo solitari (ひとりぼっちの少年少女?, Hitori botchi no shōnen shōjo) - 2. Il giorno in cui divennero due (ふたりぼっちになった日?, Futari botchi ni natta hi) - 3. Fuochi di aprile (4月の花火?, 4-tsuki no hanabi) - 4. La ribellione della ragazza (女の子の反乱?, On'nanoko no hanran)         |                        |                  |                        |
| 2  | 13 dicembre 2010 | ISBN 978-4-06-365633-6 | 31 marzo 2023    | ISBN 978-88-9284-724-8 |
| 2  | Capitoli - 5. Radical (ラジカルさん?, Rajikaru-san) - 6. Il paese delle piogge (雨の国?, Ame no kuni) - 7. La cotta di Radical (ラジカルさんと好きな人?, Rajikaru-san to sukinahito) - 8. Dichiarazioni d'amore (告白?, Kokuhaku) |                        |                  |                        |
| 3  | 13 maggio 2011 | ISBN 978-4-06-365651-0 | 21 aprile 2023   | ISBN 978-88-9284-726-2 |
| 3  | Capitoli - 9. Le parole di un padre (父の言葉?, Chichi no kotoba) - 10. Una bella giornata per un appuntamento (デート日和?, Dēto biyori) - 11. Faccia a faccia (むかいあわせ?, Mukaiawase) - 12. Legami (つながり?, Tsunagari) |                        |                  |                        |
| 4  | 13 ottobre 2011 | ISBN 978-4-06-365669-5 | 3 novembre 2023  | ISBN 978-88-9284-703-3 |
| 4  | Capitoli - 13. Il lavoro part-time (アルバイト?, Arubaito) - 14. Cambiamento (変化?, Henka) - 15. Ricordi di quei giorni (あの日の思い出?, Ano ni~tsu no omoide) - 16. Festival d'estate (夏祭り?, Natsu matsuri) |                        |                  |                        |
| 5  | 13 febbraio 2012 | ISBN 978-4-06-365681-7 | 24 novembre 2023 | ISBN 978-88-9284-751-4 |
| 5  | Capitoli - 17. I sentimenti di un ragazzo (男の子の気持ち?, Otokonoko no kimochi) - 18. Gelosia (嫉妬?, Shitto) - 19. Finalmente, noi due soli (久しぶりの2人きり?, Hisashiburi no 2-ri kiri) - 20. Strada a senso unico (一方通行?, Ippōtsūkō) - Extra. Fuochi d'artificio e ragazzi (花火と男の子?, Hanabi to otokonoko)           |                        |                  |                        |
| 6  | 13 giugno 2012 | ISBN 978-4-06-365694-7 | 22 dicembre 2023 | ISBN 978-88-9284-889-4 |
| 6  | Capitoli - 21. La ragazza dall'altra parte (むかいのあのこ?, Mukai no ano ko) - 22. A ciascuno la propria strada (それぞれの道?, Sorezore no michi) - 23. Ritorno a casa per una notte (一時帰宅?, Ichiji kitaku) - 24. Una nuova vita (新生活?, Shin seikatsu) - Extra, Addio, fanciullezza (さようなら男の子?, Sayōnara otokonoko) |                        |                  |                        |
| 7  | 13 novembre 2012 | ISBN 978-4-06-365712-8 | —                | —                      |
| 7  | Capitoli - 25. (初恋?, Hatsukoi) - 26. (未来?, Mirai) - 27. (妹?, Imōto) - 28. (慰安旅行?, Ian ryokō) - Extra 1. (戦国居酒屋酔いどれ記?, Sengoku Izakaya yoidore-ki) - Extra 2. (オスわんことおうち?, Osu wan koto o uchi) |                        |                  |                        |
| 8  | 12 aprile 2013 | ISBN 978-4-06-365729-6 | —                | —                      |
| 8  | Capitoli - 29. (もう一人の真魚?, Mōhitori no magyo) - 30. (旅行前?, Ryokō mae) - 31. (修学旅行?, Shūgakuryokō) - 32. (大事なもの?, Daijinamono) - Extra. (女の子のお悩み?, On'nanoko no o nayami) |                        |                  |                        |
| 9  | 13 settembre 2013 | ISBN 978-4-06-365745-6 | —                | —                      |
| 9  | Capitoli - 33. (表と裏?, Hyō to ura) - 34. (レストレス?, Resutoresu) - 35. (境界線?, Kyōkai-sen) - 36. (子供の頃からずっと?, Kodomo no koro kara zutto) - Extra 1. (チェンジモーニング?, Chenji Mōningu) - Extra 2. (勝利者の挽歌?, Shōrisha no banka)                                                                               |                        |                  |                        |
| 10 | 13 febbraio 2014 | ISBN 978-4-06-365763-0 | —                | —                      |
| 10 | Capitoli - 37. (行くべきところ?, Ikubeki tokoro) - 38. (封印?, Fūin) - 39. (クリスマスアソート?, Kurisumasu Asōto) - 40. (カウントダウン?, Kauntodaun) - Extra. (気がつかない女の子?, Kigatsukanai on'nanoko) |                        |                  |                        |
| 11 | 11 luglio 2014 | ISBN 978-4-06-365776-0 | —                | —                      |
| 11 | Capitoli - 41. (はれものとはれもの?, Hare mono to hare mono) - 42. (溶けて混ざる?, Tokete mazaru) - 43. (宝物?, Takaramono) - 44. (はじまり?, Hajimari) - Extra 1. (ラビットと蜃気楼?, Rabitto to shinkirō) - Extra 2. (女の子のいない家?, On'nanoko no inai ie)                                                                     |                        |                  |                        |
| 12 | 12 dicembre 2014 | ISBN 978-4-06-365795-1 | —                | —                      |
| 12 | Capitoli - 45. (ひきこもり?, Hikikomori) - 46. (まよい?, Mayoi) - 47. (決着?, Ketchaku) - 48. (灯火?, Toukai) - Extra. (いじっぱりな女の子?, Ijipparina on'nanoko) |                        |                  |                        |
| 13 | 24 giugno 2015 | ISBN 978-4-06-365823-1 | —                | —                      |
| 13 | Capitoli - 49. (特別な夜明け?, Tokubetsuna yoake) - 50. (うちへ帰ろう?, Uchi e kaerou) - Extra 1. (恋の報告?, Koi no hōkoku) - Extra 2. (おかえり?, Okaeri) - Extra 3. (たいよう×ライアー?, Taiyō × Raiā) - Extra 4. (男の子と女の子?, Otokonoko to on'nanoko)                                                                       |                        |                  |                        |